# Любовна сором'язливість
Любовна сором’язливість (англ. love shyness) — фраза, вигадана психологом Браяном Джилмартіном (Brian Gilmartin) для опису специфічного різновиду сильної хронічної сором’язливості. Відповідно до його визначення, опублікованого в книзі «Сором’язливість і любов: причини, наслідки та лікування (1987), любовно-сором’язливим людям важко виявляти наполегливість у неформальних ситуаціях, які стосуються потенційних романтичних або сексуальних партнерів. Наприклад, у гетеросексуального любовно-сором’язливого чоловіка будуть проблеми при спробі почати розмову з жінкою через гостре відчуття тривоги або страху. За статистикою, наведеною автором на момент написання книги, приблизно 1,5 відсотка або 1,7 мільйона чоловіків у США потрапляли в категорію любовно-сором’язливих.

## Історія
Вивчення Джилмартіном цієї проблеми стало можливим завдяки спеціально виділеному на це в 1979 році гранту Обернського університету. Дослідження проводилося з 1979 по 1982 роки, книгу було опубліковано в 1987 році видавництвом «University Books». У 1989 видавництво «Madison Books» опублікувало скорочену версію зі вступним словом Є. М. Гутмана, тодішнього президента Психологічного суспільства Флориди і головного психіатра в Mental Health Services флоридського округу Оріндж. Інтерес до книги вщух невдовзі після її публікації, проте, у середині дев’яностих почалось її обговорення у відповідних групах юзнету. За словами Джилмартіна, протягом багатьох років він одержував безліч листів і повідомлень з усього світу. У 1995 році книгу було перекладено на японську мову, і Джилмартин відвідав Японію для її просування. У нульових роках книга знову набула популярності завдяки публікації витягів із неї в новинній групі alt.support.shyness на Angelfire, а також створенню відповідних груп на Yahoo і Google. Ще більше читачів дізналося про неї завдяки рекомендації в книзі Сью Джонсон «Секс, секс, і більше сексу».

## Визначення «любовної сором’язливості»
Джилмартін наводить сім критеріїв, відповідно до яких чоловіка можна вважати «любовно-сором’язливим»:
- Він незайманець, ніколи не мав статевих стосунків із жінкою.
- Він рідко проводить час із жінками, що не є просто його друзями.
- У нього, у загальному випадку, є друзі серед жінок, але він не знає, що з цим робити.
- Він не має досвіду будь-якої емоційної близькості, серйозних стосунків романтичної і/або сексуальної природи з представниками протилежної статі.
- Він страждає та продовжує страждати через відсутність супутниці життя. Простіше кажучи, він відчайдушно бажає стосунків із жінкою, але не має їх через сором’язливість.
- Він настільки залежить від свого страху, що не може ствердити себе в очах жінки випадковим, дружнім способом. Це сутність «любовної сором’язливості».
- Він строго гетеросексуальний.

Джилмартін не виключав існування любовно-сором’язливих жінок, але він мав сумніви, що вони відчували б ті ж негативні ефекти, що й гетеросексуальні чоловіки. Він припустив, що такі випадки виявлялися б іншим чином, в основному, через соціальні ролі, які припускають,  що гетеросексуальні чоловіки (а не жінки або чоловіки-гомосексуали) повинні ініціювати стосунки. Джилмартін пояснює: «у дуже сором’язливої молодої жінки нітрохи не менше шансів зустрічатися й вийти заміж, ніж у впевненої в собі, несором’язливої жінки. Насправді, навіть дуже сором’язливі жінки виходять заміж. Любовно-сором’язливі чоловіки не одружуються і не можуть одружитися, незалежно від того, наскільки вони бажають цього…».

## Результати дослідження
Джилмартін вважає, що любовно-сором’язливими можуть бути люди будь-якого віку, сексуальної орієнтації або статі. Проте, негативні ефекти любовної сором’язливості проявляють себе насамперед у випадку гетеросексуальних чоловіків. Вибірка даних Джилмартіна містила тільки останніх. Він вивчив 200 любовно-сором’язливих студентів коледжу (у віці від 19 до 24 років), 100 любовно-сором’язливих чоловіків більш старшого віку (35—50 років) і порівняльну групу з двохсот «несором’язливих» студентів. Несором’язливі відбиралися таким чином, аби представляти не середніх чоловіків, а тільки найбільш товариських.

### Темперамент і особистість
Любовно-сором’язливі чоловіки у виборці Джилмартіна значно відрізнялися за темпераментом від несором’язливих. Вони значно поступалися за показником екстравертності і одночасно набирали більше очок за показником нейротизму в Особистісному опитувальнику Айзенка. У термінах Айзенка вони мали «меланхолічний» темперамент. Більшість любовно-сором’язливих чоловіків (і лише декілька несором’язливих) повідомили, зі слів матерів, що були «тихими» дітьми. На думку Джилмартіна, це свідчить про те, що любовно-сором’язливі люди більше відповідають опису поведінкового комплексу Джерома Кагана. Низка чоловіків також пройшли через важкі пологи, що в деяких випадках вимагали кесаревого розтину.
Менша частина молодих любовно-сором’язливих чоловіків відчувала оптимізм із приводу можливості розв’язання своєї проблеми, при цьому всі любовно-сором’язливі чоловіки старішого віку були настроєні дуже песимістично, і, крім того, мали цинічний погляд на світ і жінок зокрема. Старіші чоловіки при опитуваннях висловлювали більше злості, у той час як молоді булі спокійнішими. Лише невелика кількість опитуваних з обох груп захоплювалися наркотиками або алкоголем. Проте, і в тих, і в інших простежувалися загальні інтереси — такі, як мистецтво і плавання. Змагальні види спорту не подобалися більшості з обох груп. Обидві групи також були дуже послідовні в тому, що стосувалося їх ідеологічних схильностей.
Сором’язливі чоловіки мали різні ступені сприйнятливості до таких речей, як дотик, смак, світло і інші форми подразників. Вони більше тяжіли до гіперчутливості, ніж несором’язливі чоловіки.

### Кар’єра, гроші та освіта
Джилмартін виявив, що всі 100 Любовно-сором’язливих чоловіків старішого віку були в цілому гірше працевлаштовані. Попри те, що майже всі вони успішно здобули вищу освіту, їх зарплати були нижче за середній рівень по країні. Як правило, вони мали неповну зайнятість, працювали на посадах нижче за їхній рівень кваліфікації, або з мінімальною ставкою оплати праці. У роки проведення Джилмартіном його дослідувань (1979—1982), рівень безробіття в США серед випускників університетів становив 3,6%, у той час як серед любовно-сором’язливих із тим же рівнем освіти — цілих 16%. З цих причин усі ці чоловіки по фінансовому стані перебували або в нижчій частині середнього класу, або ще нижче.
Дохід любовно-сором’язливих чоловіків сильно залежав від їх обраної спеціальності. Їхній середній дохід дорівнював 14 782 доларам (35 826 у доларах 2013 року). Серед тих, хто отримав дипломи в бізнесі, програмуванні або інженерії, середній дохід становив 21 163 долари (51 291 у доларах 2013 року), що також було нижче за середній рівень для цих спеціальностей.
Усі любовно-сором’язливі чоловіки старішого віку жили на знімних квартирах, у менш привабливих районах, і основна частина їх доходу йшла на щоденні потреби. Властиві їм соціальна скутість, нерішучість і небажання проявляти ініціативу проводили до того, що вони майже не рухалися по кар’єрних сходах, а також мали дуже обмежене коло соціальних контактів, важливих для успішного працевлаштування. Усе це негативно позначалося на їх професійній та фінансовій успішності.

### Стосунки з ровесниками і сімейне життя
Більшість любовно-сором’язливих чоловіків (і жоден із несором’язливих) стверджували, що ніколи не мали друзів або хоча б приятелів. Більшість із них розповідали, що, на відміну від несором’язливих, були об’єктом знущань із боку ровесників через свої комплекси і інтереси, а також були менш схильні боротися з такими знущаннями. Приблизно половина зазнавала знущань і в старших класах шкіл (у той час як із несором’язливими таких випадків не було). Навіть будучи дорослими, любовно-сором’язливі люди залишалися самотніми і отримували глузування та осуд із боку інших людей. Ця нестача визнання з боку інших людей примушувала любовно-сором’язливих чоловіків відчувати себе надмірно самотньо і пригнічено. Це ж підштовхувало їх до того щоб якомога менше спілкуватися з людьми своєї статі.
За даними Джилмартіна, сором’язливі люді, як правило, росли в неблагополучних сім’ях. Більшість розповідала, що батьки і соціальне оточення тиснули на них, намагаючись змусити їх бути «справжніми мужиками». Більшість не могла розраховувати на емоціональну підтримку з боку батьків, а багато піддавалися фізичному насильству. Можливо, жорстоке поводження з боку батьків, зневага емоціями, бажаннями і інтересами сина і стало, принаймні, частковою причиною виникнення в нього соціальних комплексів. Навіть коли діти зростають, їх батьки все одно заявляють, що розчаровані у своїх синах, і відчувають себе приниженими через їх нинішній стан. Більшість батьків засмучені тим, що сини не одружені і не мають дітей. Такі батьки рідко або взагалі ніколи не відвідують своїх дітей. Але ж більшість сором’язливих чоловіків часто відвідують своїх батьків, не зважаючи на те, що відчувають до них негативні почуття, аж до ненависті. Проте, батьки часто є єдиними людьми, з якими сором’язливі чоловіки контактують, і від яких одержують фінансову підтримку.
У виборці Джилмартіна тільки 14% несором’язливих чоловіків студентського віку не мали сестер, серед сором’язливих студентів таких виявилося 59%, а серед сором’язливих 35—50 років — 71%. Понад половину несором’язливих молодих людей зростали, принаймні, з двома сестрами, а серед сором’язливих людей молодого і середнього віку цей відсоток досягав лише 6% і 3% відповідно. Джилмартін також відзначає, що ніхто з сором’язливих людей середнього віку і дуже мало з молодих могли в дитинстві розраховувати на емоційну підтримку з боку когось із дорослих. Також дуже мало сором’язливих людей мали багато двоюрідних братів. 90% таких не мають взагалі або мають тільки одного, лише 10% мають двох чи трьох, і жоден не мав більше за трьох.

### Зовнішність
Джилмартін попросив сором’язливих і несором’язливих чоловіків оцінити свою зовнішність за шкалою від 0 до 10. Середня оцінка для сором’язливих склала 5,17, у впевнених — 7,36. На питання, чи вважали вони себе привабливими, коли вчилися в школі, 65% сором’язливих відповіли, що вважали свою зовнішність «нижче середнього», 100% упевнених — «вище середнього». За словами дослідника, низька оцінка власної привабливості в підлітковому віці дуже сильно впливає на самооцінку в майбутньому. Джилмартін відзначає, що любовно-сором’язливі чоловіки також були естетично менш привабливими, оскільки набагато гірше стежили за своїм зовнішнім виглядом, фізичною формою та гігієною. За його словами, їхній одяг був неохайним, м’ятим і старомодним, це ж відносилося до зачісок, рослинності на обличчі, тощо. До загальної неохайності любовно-сором’язливих чоловіків часто додавався неприємний запах.
Одночасно дослідник зазначає ще одну особливість любовно-сором’язливих чоловіків, а саме, підвищену вимогливість до зовнішньої привабливості жінок, яка при їх власній непривабливості робить можливість стосунків нереалістичною. Любовно-сором’язливі чоловіки надають незрівнянно більше значення фізичній красі, ніж несором’язливі. На питання, чи виберуть вони дівчину з дуже красивою зовнішністю, але холодну в ліжку, або не найпривабливішу, але з якою можна щодня виконувати всі свої сексуальні бажання, абсолютно всі впевнені чоловіки сказали, що вибрали б умілу дівчину з середньою зовнішністю, у той час як 73% сором’язливих зволіло б зовнішній привабливості. 98% сором’язливих і тільки 49% упевнених погодилися з затвердженням «краще не зустрічатися ні з ким, ніж зустрічатися з недостатньо гарною дівчиною».
Джилмартін наводить кілька розказаних сором’язливими чоловіками історій, коли жінка проявляла до них неприкритий романтичний інтерес, але була ними відкинута, оскільки не була достатньо гарною. Схильність сором’язливих чоловіків до мріянь і відсутність реального досвіду спілкування призводять до того, що вони створюють у себе в голові нереалістичний образ ідеальної жінки і відкидають будь-які варіанти, які йому не відповідають. Власна непривабливість з одного боку, і надмірна вимогливість до привабливості жінки з іншого ще більше сприяють хронічній самотності.

### Адаптація і тривожні розлади
Сором’язливий чоловік погано пристосований до життя, нещасний, схильний до тривожних неврозів і навіть до психологічних захворювань. За даними Джилмартіна, сором’язливий чоловік, у порівнянні з несором’язливим, відчуває більше фантазій, пов’язаних із насильством, проявляє більше песимізму й цинізму щодо світу, більш схильний уважати себе нікому непотрібним, і відчуває помітні труднощі з концентрацією.